# Kitaibelite
La kitaibelite è una varietà di pavonite ricca di piombo. Fino al 2006 era considerata una specie a sé stante